# كأس السوبر التونسي لكرة السلة للرجال
كأس السوبر التونسي لكرة السلة للرجال هي مسابقة في رياضة كرة السلة في تونس تجمع بطل تونس والفائز بكأس تونس.

## التاريخ
خلال النسخة الأولى من كأس السوبر التونسي في 2003، فاز النادي الإفريقي باللقب أمام الشبيبة الرياضية القيروانية.
 في نسخة 2004، فاز الإفريقي مجددًا أمام الملعب النابلي.
 وفي أكتوبر 2005 فاز نادي الشبيبة الرياضية القيروانية بنهائي كأس السوبر التونسي على حساب الاتحاد الرياضي المنستيري في قاعة سوسة.
 في 10 يناير 2015، فاز النادي الإفريقي بنسخة 2014 أمام النجم الرياضي الساحلي (78-73) في قصر الرياضة بالمنزه.
 نسخة 2015 بين النادي الإفريقي والنجم الرياضي الساحلي لم تنظم بسبب غياب الرعاة.
 نسخة 2016 بين نفس الفريقين لم تنظم أيضا بسبب الجدول المزدحم.
تم تأجيل نهائي كأس السوبر التونسي 2019 بين الاتحاد الرياضي المنستيري والنجم الرياضي الرادسي، المقرر مبدئيًا في 11 أبريل 2020 في قصر الرياضة مارسيل-سيردان في باريس، بسبب كوفيد 19 قبل أن يتم إلغائه نهائيًا.

## الفائزين
- 2003: النادي الإفريقي.
- 2004: النادي الإفريقي.
- 2005: الشبيبة الرياضية القيروانية.
- 2006 - 2013: لم تلعب.
- 2014: النادي الإفريقي.
- 2015 - 2021: لم تلعب.
- 2022: الاتحاد الرياضي المنستيري
- 2024: النادي الإفريقي

### حسب الفرق
| الفريق                      | الألقاب |
| --------------------------- | ------- |
| النادي الإفريقي             | 3       |
| الشبيبة الرياضية القيروانية | 1       |
| الاتحاد الرياضي المنستيري   | 1       |

## مقالات ذات صلة
- كأس السوبر التونسي لكرة السلة للسيدات
- الجامعة التونسية لكرة السلة

## روابط خارجية
- الموقع الرسمي للجامعة.